# 圣弥额尔勋章
圣弥额尔勋章（法語：Ordre de Saint-Michel）是法国的骑士团勋章。此骑士团由路易十一于1469年8月1日在昂布瓦斯设立，以此与勃艮第公爵菲利普三世设立的金羊毛骑士团相抗衡。此人是路易为取得法国几大家族（奥尔良、贝里和布列塔尼）支持的最大竞争者。作为骑士团的勋章，圣弥额尔勋章的目标是坚定骑士们对国王的忠诚。起初，这些骑士的数目固定在三十一名，然后增长到包含国王在内的三十六名。1476年，骑士团行政主管的职位被设立起来。在圣灵勋章出现前，圣弥额尔勋章在法国一直都是最高级别的勋章。
尽管法国政府在1830年七月革命后废除了该勋章，它依旧是国际骑士团勋章委员会(ICOC)所承认的勋章。

## 历史

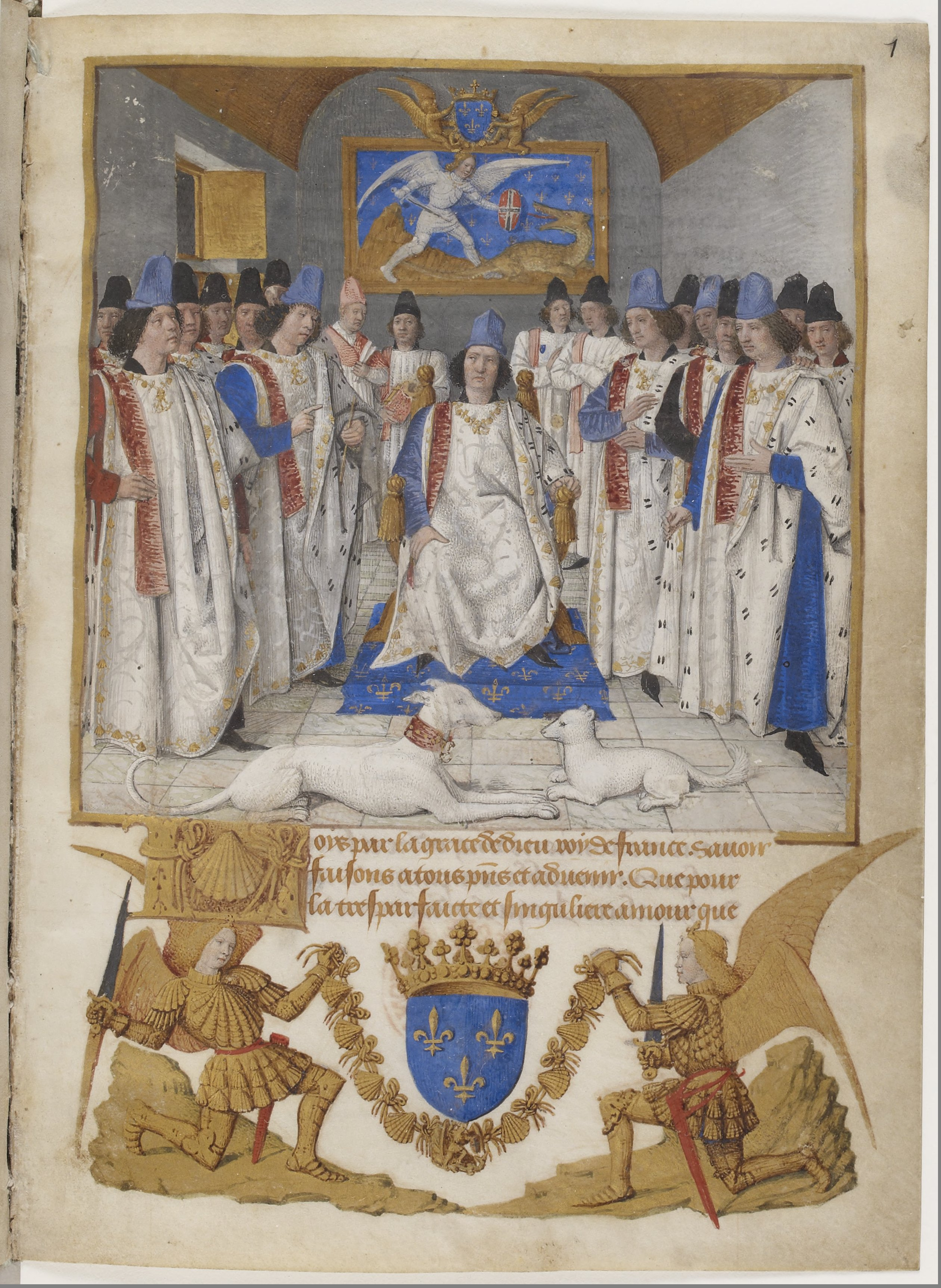
路易十一坐在王座上。 房间内有一幅圣弥额尔杀巨蛇的画。这是骑士团章程的扉页，作者是让·富凯。现藏于巴黎法国国家图书馆，编号fr. 19819

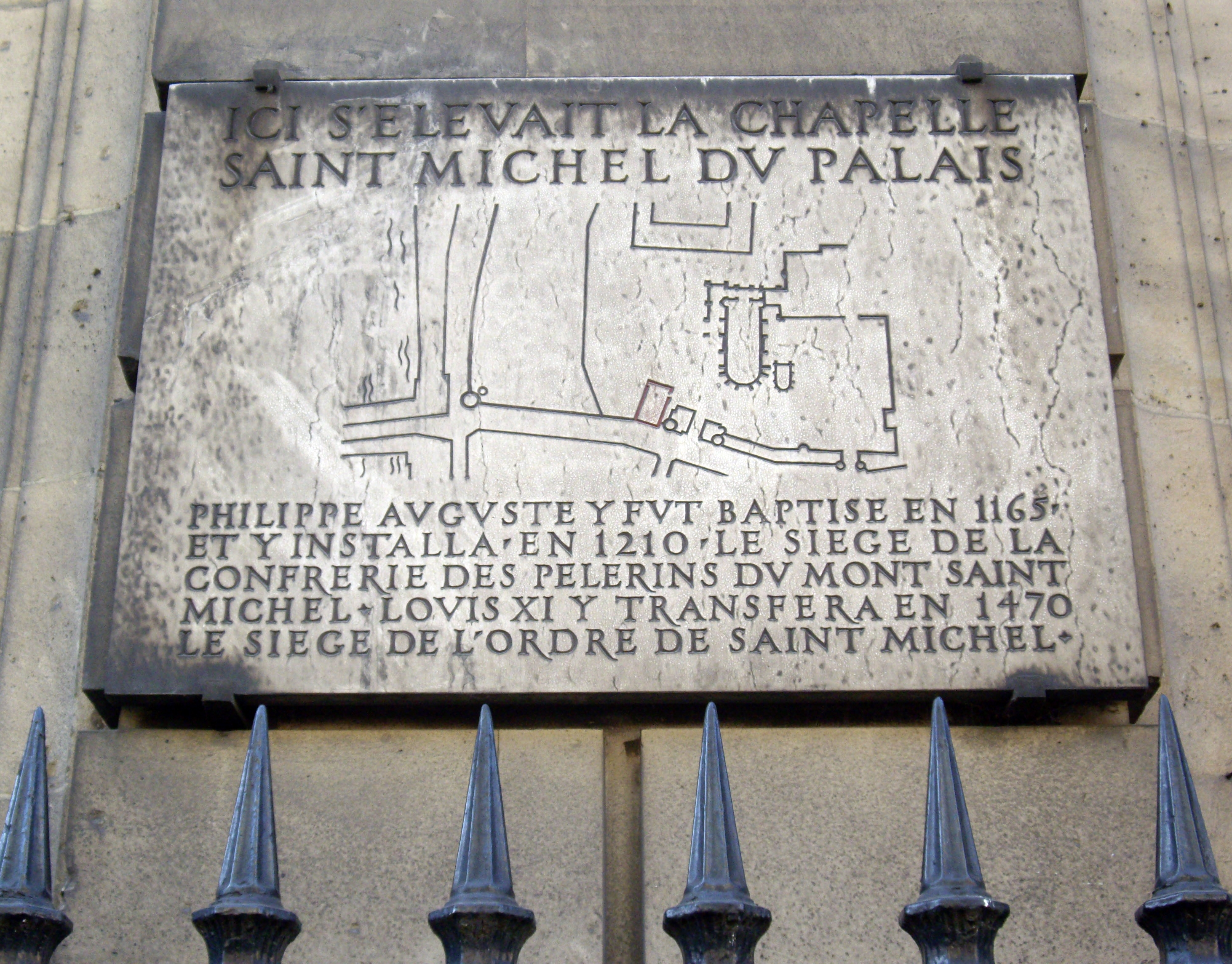
标记王宫中的圣弥额尔教堂原址的铭牌，1496年至1555年的骑士团总部

第一批骑士来自于法国最强大的贵族，国王的近亲和欧洲其他皇室的一些成员。最初，骑士团团员（被称为同伴） 的数目被限制在三十五名以内。1565年，在宗教战争期间，由于忠臣的数量极少但至关重要，所以查理九世将成员数上调至五十名。之后，1574年，在亨利三世的统治下，骑士团的成员达到了七百名。
以大天使弥额尔命名的圣弥额尔骑士团授予每一位成员一枚金制勋章，上面的图像是这位圣人站在圣米歇尔山上，与大蛇搏斗的场景。骑士团的格言是“immensi tremor oceani”，意为大海之震颤。这句话来自于圣弥额尔在圣米歇尔山上远眺大西洋之感。这枚勋章悬在一条精致的金项圈之下，项圈由扇贝（朝圣者的标志，尤其是那些前往圣地亚哥-德孔波斯特拉的人）和双结节组成。章程规定勋章可以被挂在一条简单的链子上，然后再悬挂在一条黑色绶带之下。
当圣弥额尔勋章创立之时，著名的插画家让·富凯受了委托去画章程的扉页插图，画上是国王指挥骑士的场景。原先的计划是让骑士们于每年的9月29日在诺曼底的圣米歇尔山相聚。因为在那种偏僻的地方相聚是十分的不切实际，所以查理八世在1496年把聚会的地点改到了不复使用的城島宮中的圣弥额尔教堂，以便更好地控制骑士团。  一封日期为1555年8月15日的王室制诰使骑士团的位置进行了第三次转移，这一次搬到了巴黎城外的文森城堡。
路易十六在1790年6月20日废除了圣弥额尔骑士团1816年11月16日，路易十八恢复了骑士团。但国王对骑士团并不关心，所以1816年后没有再册封新的骑士。1830年七月革命后，政府当局再次废除了骑士团。虽然骑士团最后一名成员在1850年去世，但仍有十份骑士任命书在1929年、1930年和1970、80年代被发出。
法国政府认为艺术与文学勋章起源于圣弥额尔勋章：
圣弥额尔勋章（1460–1830）可以被认作是艺术和文学勋章的前身。起初，这枚勋章只授予贵族。但在十七、十八世纪，这枚勋章逐渐变成了民事功绩勋章，且使得许多艺术家、建筑家、收藏家和文学家脱颖而出。

## 著名受领者
正式的骑士团成员名单并不存在。成员的姓名能从提及他们受封的文献、二手资料或是定期编撰的特定家族或地区的成员名单。
- 切萨雷·波吉亚，由路易十二在1499年册封[16]

- 弗朗切斯科·貢扎加二世，曼图亚侯爵（英语：Francesco II Gonzaga, Marquess of Mantua），由路易十二在1507年册封[17]

- 第三代诺福克公爵托马斯·霍华德，由弗朗索瓦一世在1532年册封[18]

- 詹姆斯五世 (苏格兰)，由弗朗索瓦一世在1534年册封[19]

- 阿奇柏德·道格拉斯，第六代安岡斯伯爵（英语：Archibald Douglas, 6th Earl of Angus），由弗朗索瓦一世在1545年册封

- 第二代阿倫伯爵詹姆斯·漢密爾頓，由亨利二世在1548年册封

- 乔治·戈登，第四代亨特利公爵（英语：George Gordon, 4th Earl of Huntly），由亨利二世在1548年册封

- 阿奇柏德·堪培尔，第五代阿盖尔伯爵， 由亨利二世在1548年册封

- 保罗·德·特尔姆（英语：Paul de Thermes），凭借攻占哈丁顿（英语：Siege of Haddington）和布勞蒂城堡的战功，由亨利二世在1549年册封

- 安德烈·德·蒙塔朗贝尔（英语：André de Montalembert），凭借攻占因奇基斯（英语：Inchkeith）的战功，由亨利二世在1549年册封[15]

- 爱德华六世，由亨利二世在1551年册封[20]

- 亨利·斯图亚特，达恩利勋爵，苏格兰配国王，由查理九世在1565年册封[21]

- 羅伯特·達德利，第一代萊斯特伯爵，由查理九世在1566年册封[22]

- 托马斯·霍华德，第四代诺福克公爵（英语：Thomas Howard, 4th Duke of Norfolk），由查理九世在1566年册封[22]

- 米希尔·德·鲁伊特，由路易十四在1666年册封[23]

- 法兰索斯·卡隆，由路易十四在1672年册封[24]

- 康斯坦丁·华尔康，由路易十四在1687年册封[25]

## 画廊

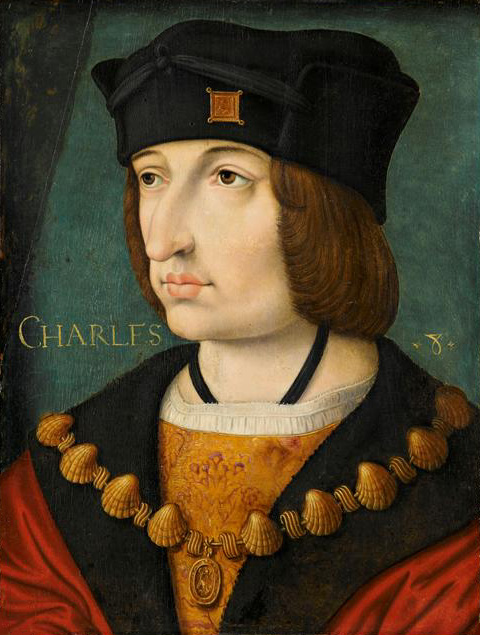
查理八世，路易十一之子，戴圣弥额尔勋章项圈
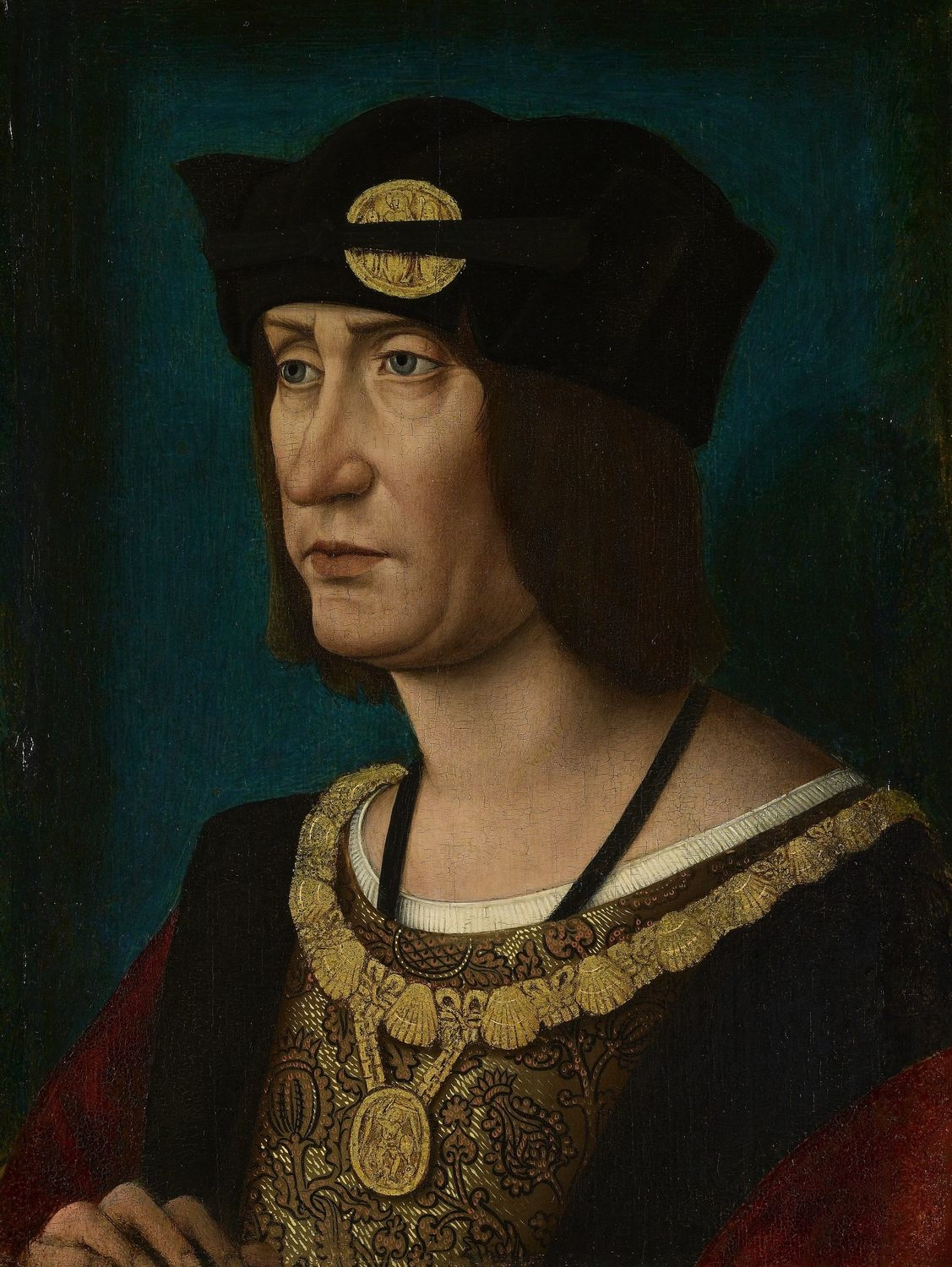
戴着圣弥额尔勋章项圈的路易十二
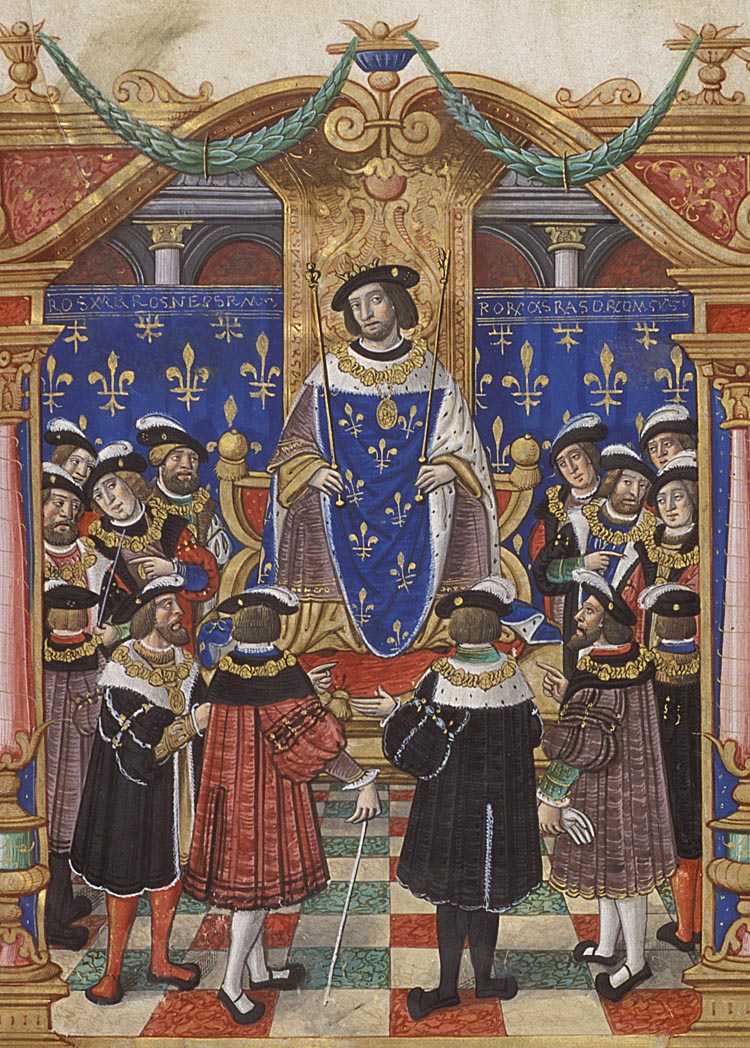
指挥骑士团的弗朗索瓦一世
法国王室纹章上的圣弥额尔勋章项圈